# Ceresium discicolle
Ceresium discicolle là một loài bọ cánh cứng trong họ Cerambycidae.